# 宏亞食品
宏亞食品股份有限公司（英語：Hunya Foods Co., Ltd.，簡稱：宏亞食品，臺證所：1236），為台灣一家食品企業，以製造巧克力相關產品為主。

## 歷史
宏亞食品創立於1976年，總公司位於新北市新店區，工廠則位於桃園市八德區。成立『77』、『禮坊』兩大品牌，此後更不斷從傳統中求創新，2012年於桃園市八德區成立亞洲第一座巧克力博物館巧克力共和國。
2024年12月，禮坊、交通部觀光署西拉雅國家風景區管理處、大西拉雅觀光圈果醬品牌「甜玉軒」合作推出觀光伴手禮「法式奶油雪茄捲x冠軍果醬禮盒」，是禮坊首度結合在地推出觀光伴手禮。

## 外部連結
- 77巧克力官網（页面存档备份，存于）
- 禮坊RIVON官網（页面存档备份，存于）
- 巧克力共和國（页面存档备份，存于）
- RIVON 禮坊選物線上商城 （页面存档备份，存于）
- 77乳加ㄌㄨ呷ㄌㄨ好呷的Facebook專頁
- 禮坊RIVON粉絲團的Facebook專頁
- Cadeau可朵法式甜點的Facebook專頁
- 巧克力共和國的Facebook專頁
- YouTube上的宏亞食品公司企業簡介
- YouTube上的TheRivonService頻道
- YouTube上的巧克力共和國建築紀錄
- （繁體中文） 宏亞食品（页面存档备份，存于）